# 本特·拉格克兰斯
本特·拉格克兰斯（瑞典語：Bengt Lagercrantz，1887年3月12日—1924年7月22日），瑞典男子射击运动员。他曾代表瑞典参加1920年夏季奥林匹克运动会射击比赛，获得男子团体移动靶双次射击银牌。